# Surfers Paradise (album)
Surfers Paradise è il secondo album in studio del cantante australiano Cody Simpson, pubblicato nel 2013.
Il titolo è riferito all'omonima località del Queensland.

## Tracce
- Edizione standard

1. La Da Dee (Cody Simpson, Wayne Wilkins, Antwoine Collins, K'naan, Rome Ramirez, Rich King, Kevin Anyaeji) – 3:18
2. Pretty Brown Eyes (Simpson, Theron & Timothy Thomas, Alexandre Castillo Vasquez) – 2:49
3. No Ceiling (Simpson, Lucas Secon, T Coles, Mintman) – 3:37
4. Sinkin' In (Simpson, Andrew Watt) – 3:38
5. Summertime of Our Lives (Simpson, Toby Gad, Nolan Sipe, Ryan Petersen, Emanuel Kiriakou) – 3:17
6. Imma Be Cool (Simpson, Roth, Ryan Williamson, Jacob Lutrell, Chewzie) – 4:01 – featuring Asher Roth
7. If You Left Him for Me (Simpson, Alex DeLeon, CJ Baran, Matt Squire) – 3:55
8. Love (Simpson, Ziggy Marley, Michael Warren, Brandon Salaam-Bailey, Alex Schwartz, Joe Khajadourian) – 3:13 – featuring Ziggy Marley

- Tracce bonus Edizione deluxe

1. Surfboard (Simpson) – 3:40
2. Better Be Mine (Simpson) – 2:50
3. Children of the Ocean (Simpson) – 3:09
4. Rainy Day (Simpson) – 3:27
5. Awake All Night (Simpson) – 3:05

## Classifiche
| Classifica (2013) | Posizione raggiunta |
| ----------------- | ------------------- |
| Australia         | 25                  |
| Canada            | 2                   |
| Regno Unito       | 30                  |
| Stati Uniti       | 10                  |